# Адемар (князь Салернський)
Адемар (лат. Ademarius; †861), князь Салернський (853—861), син узурпатора князя Петра. Його правління було непопулярним.
Графи Капуї ухилялись від його князівської влади. Адемар був змушений запросити допомогу герцога Сполетського Гі I, який зажадав передати йому за це долину річки Лірі. У 861 народне повстання на чолі з Гвайфером, сином Дауфера, змістило Адемара, який був ув'язнений та осліплений. Князем було обрано Гвайфера.